# Josep Azemar i Pont
Josep Azemar i Pont (Figueres, 1862 - Barcelona, 1914), va ser un arquitecte modernista. Es va casar amb Concepció Puig de la Bellacasa i Rosés i van tenir vuit fills, entre ells Pilar Azemar i Puig de la Bellacasa, esposa de Manuel Carrasco i Formiguera i mare de Raimon Carrasco i Azemar.
Autor de nombrosos edificis modernistes de Figueres, on va ser arquitecte municipal entre els anys 1899 i 1914, com la Casa Cusí, la Casa Aron, la Casa de Puig (casa natal del pintor Salvador Dalí), la Casa Puig Soler, la Casa Salleres, la Casa Mas Roger o l'Escorxador municipal. A Olot va construir la Casa Pujador. Va dirigir la reforma de la Vil·la Florida de Barcelona, antiga Escola de Puericultura i actualment centre cívic de Sarrià - Sant Gervasi.

## Galeria

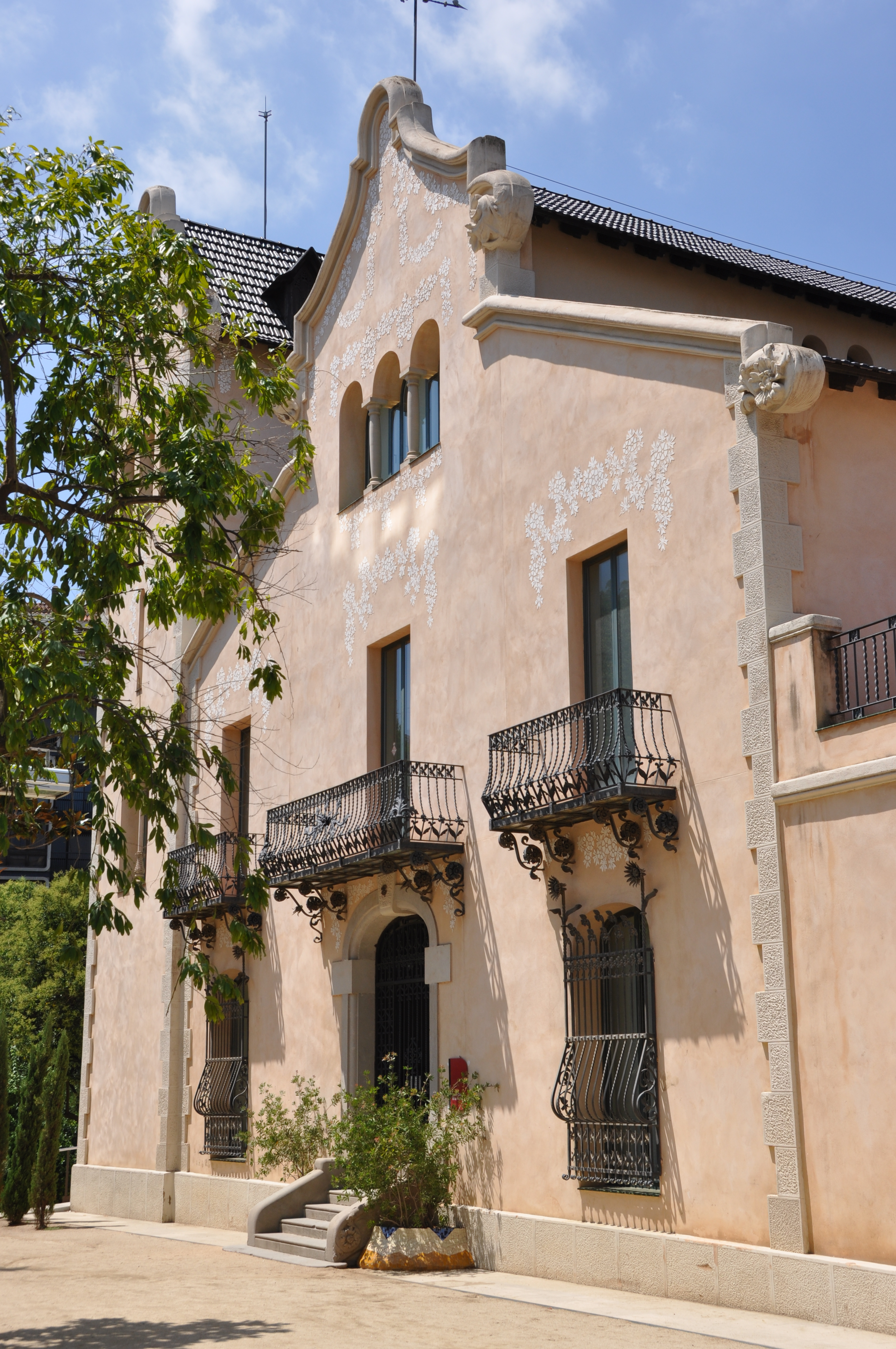
Vil·la Florida (Barcelona)
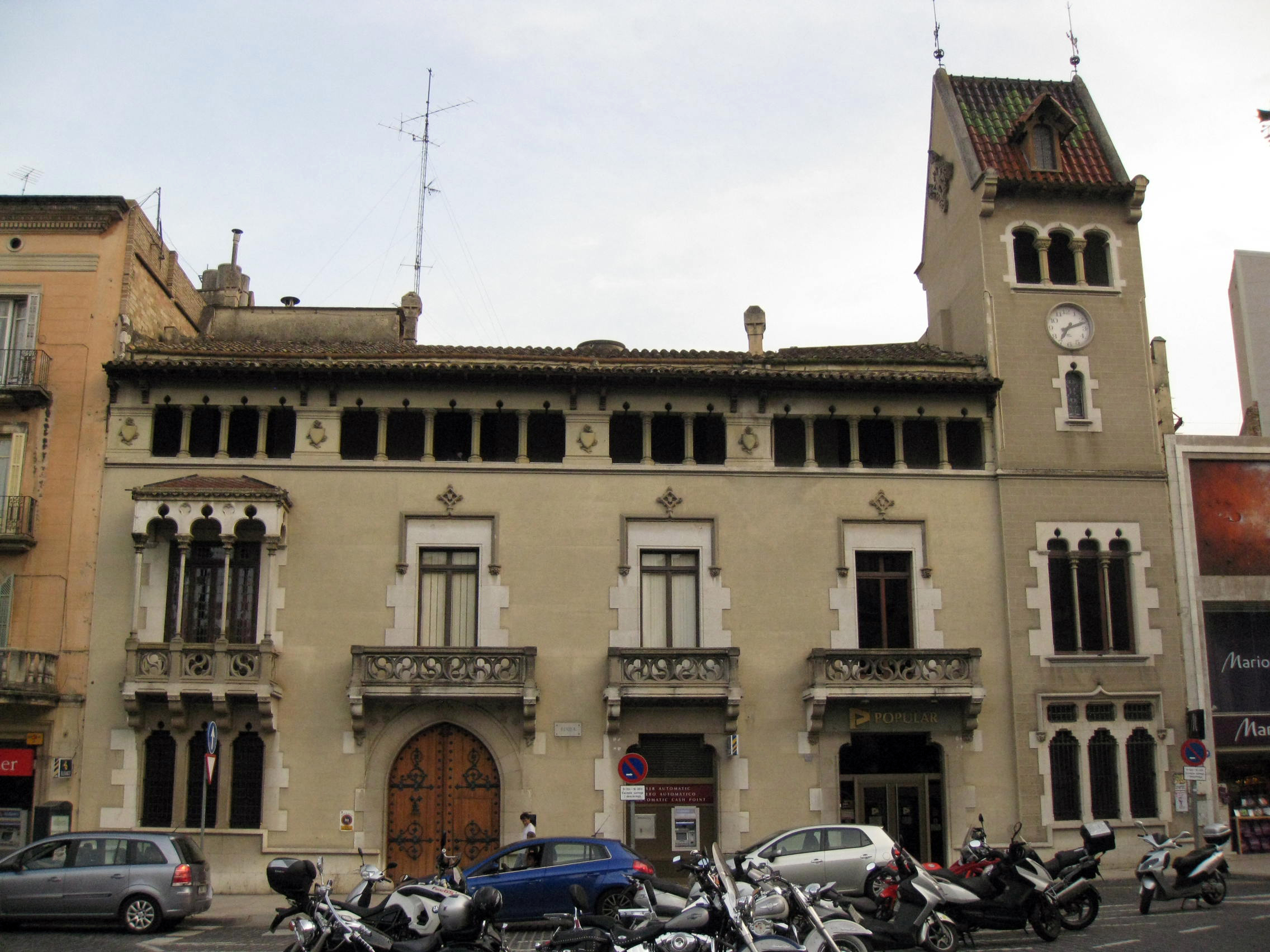
Casa Cusí (Figueres)
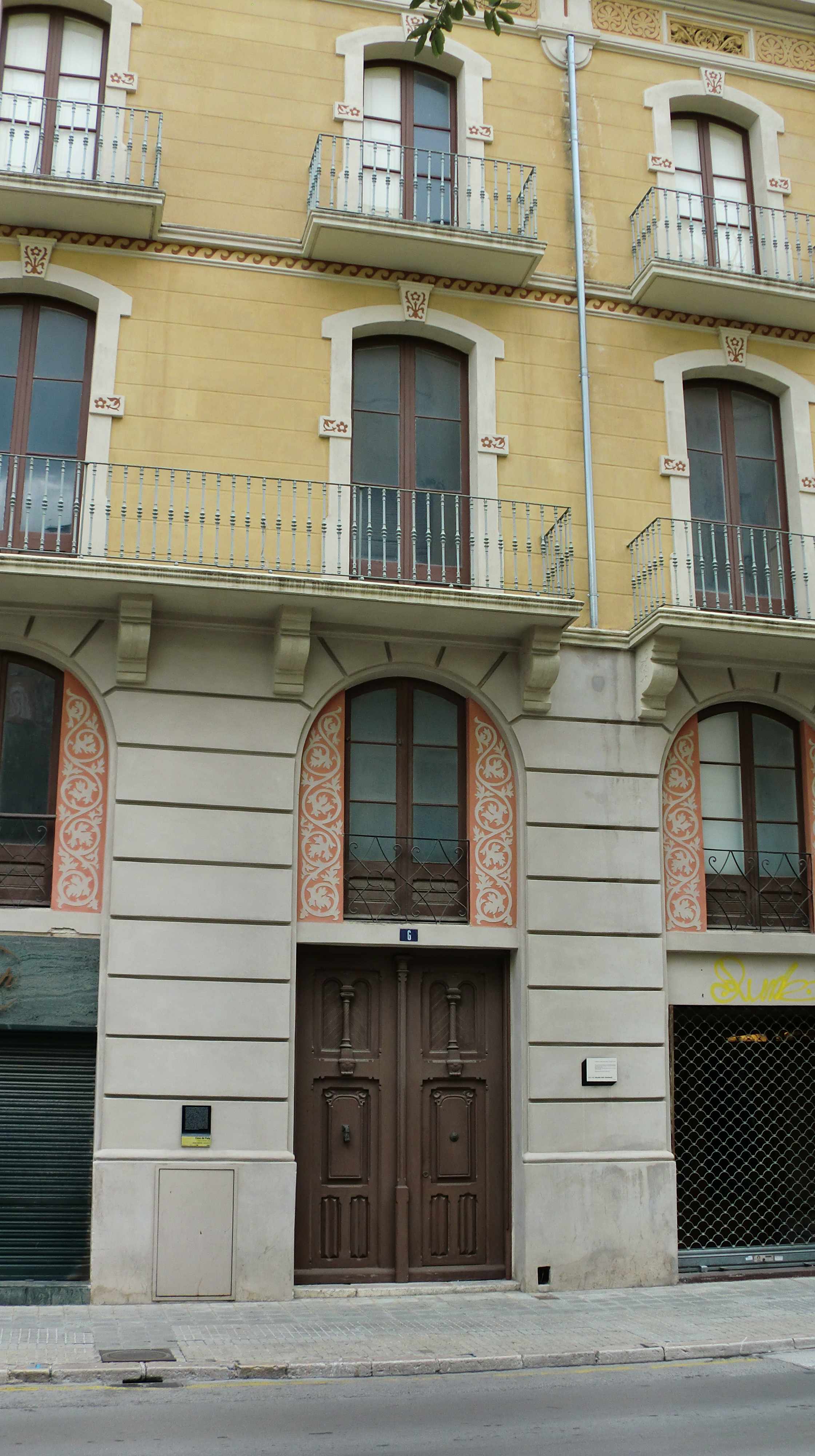
Casa de Puig (Figueres)
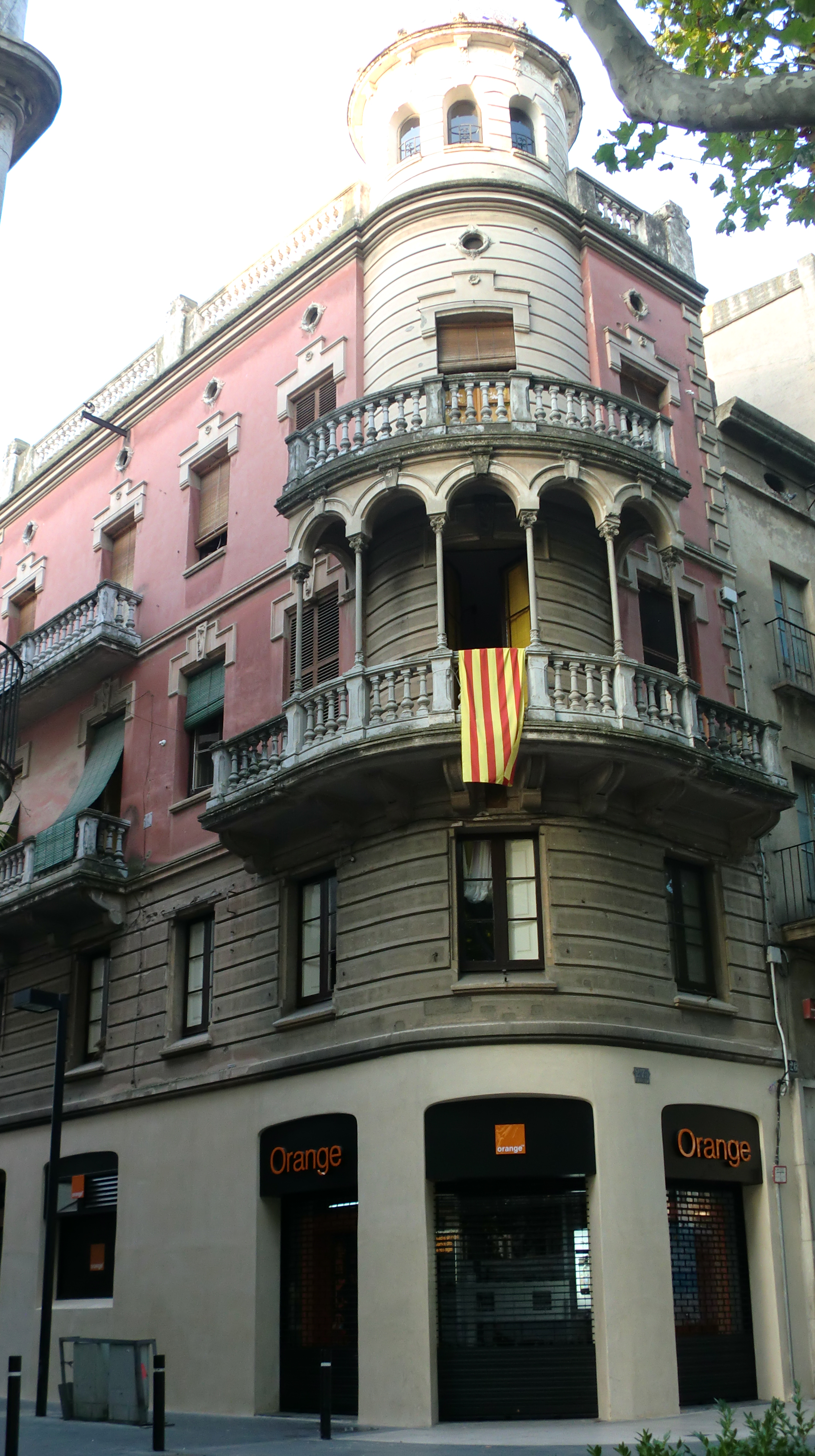
Casa Puig Soler (Figueres)
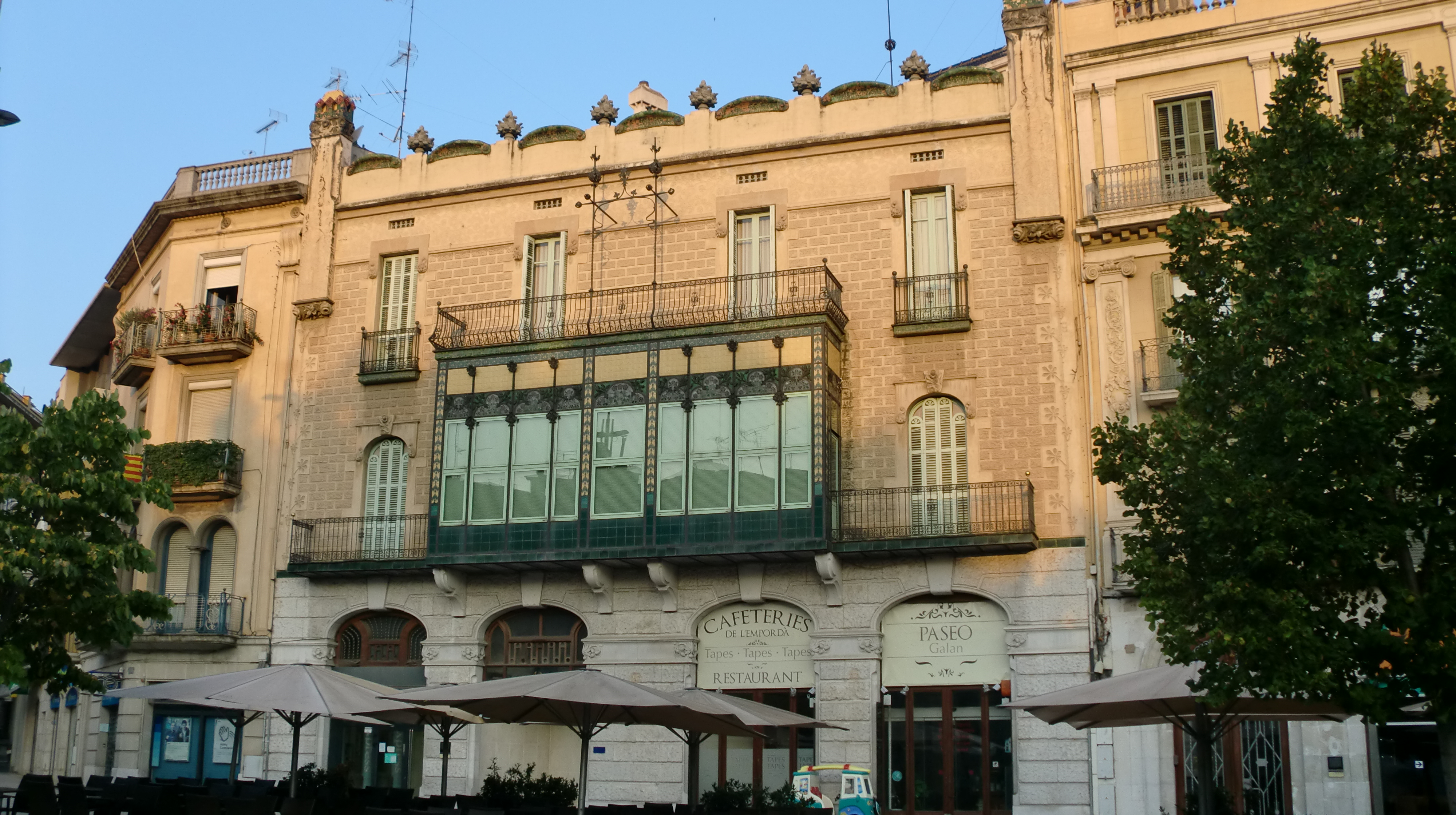
Casa Salleres (Figueres)
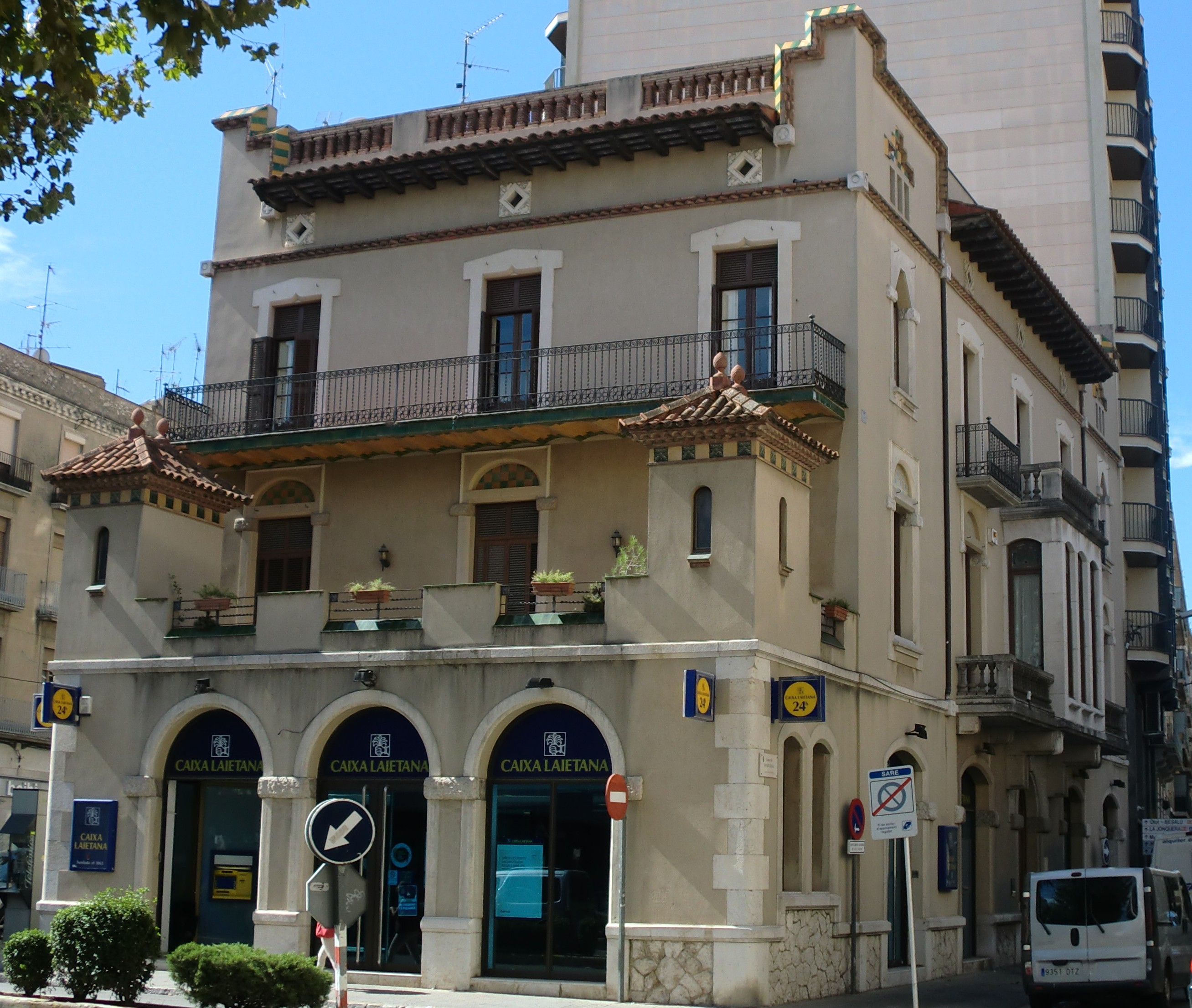
Casa Mas Roger (Figueres)
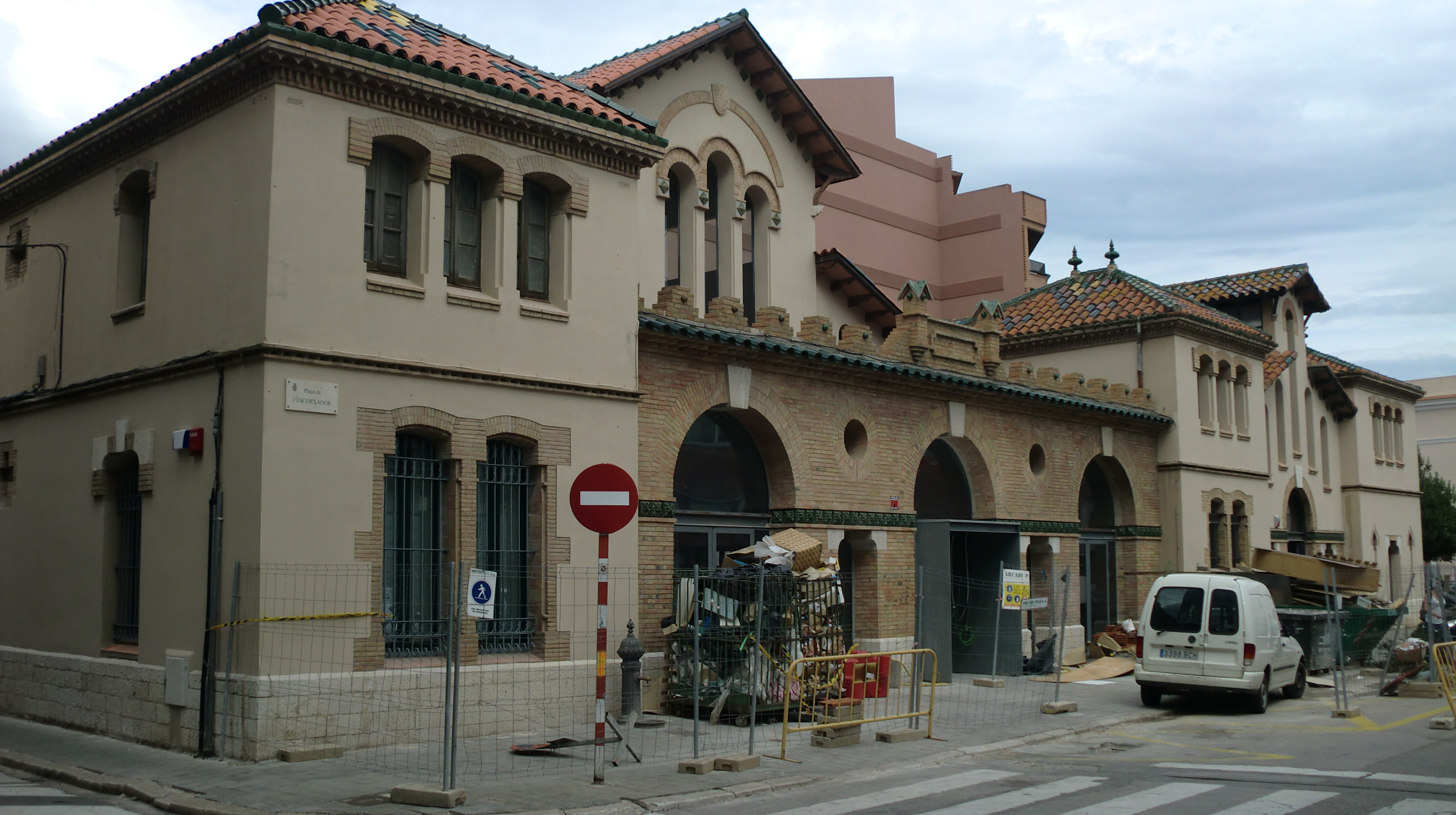
Escorxador municipal de Figueres
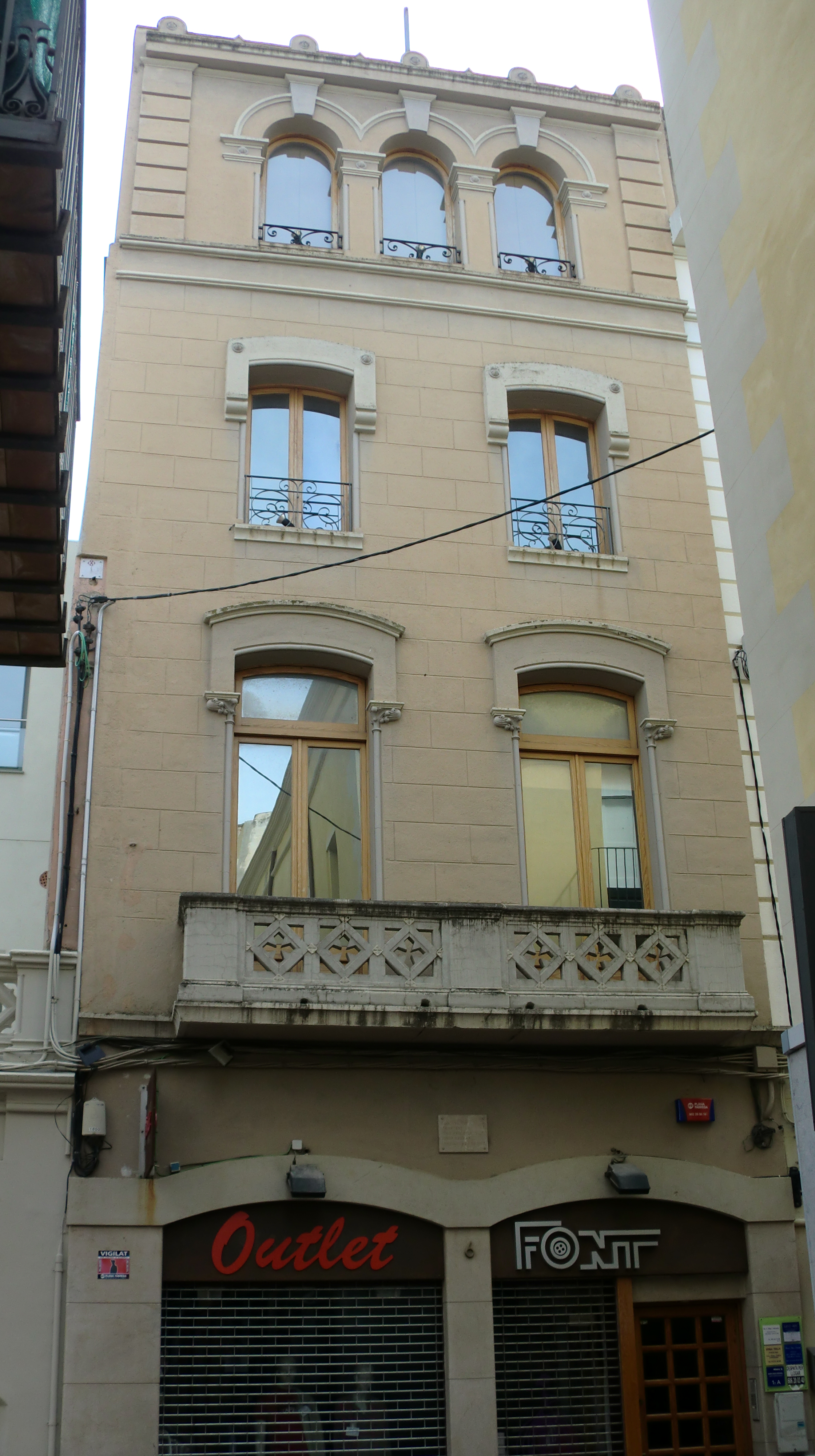
Casa al carrer Moreria, 6 (Figueres)
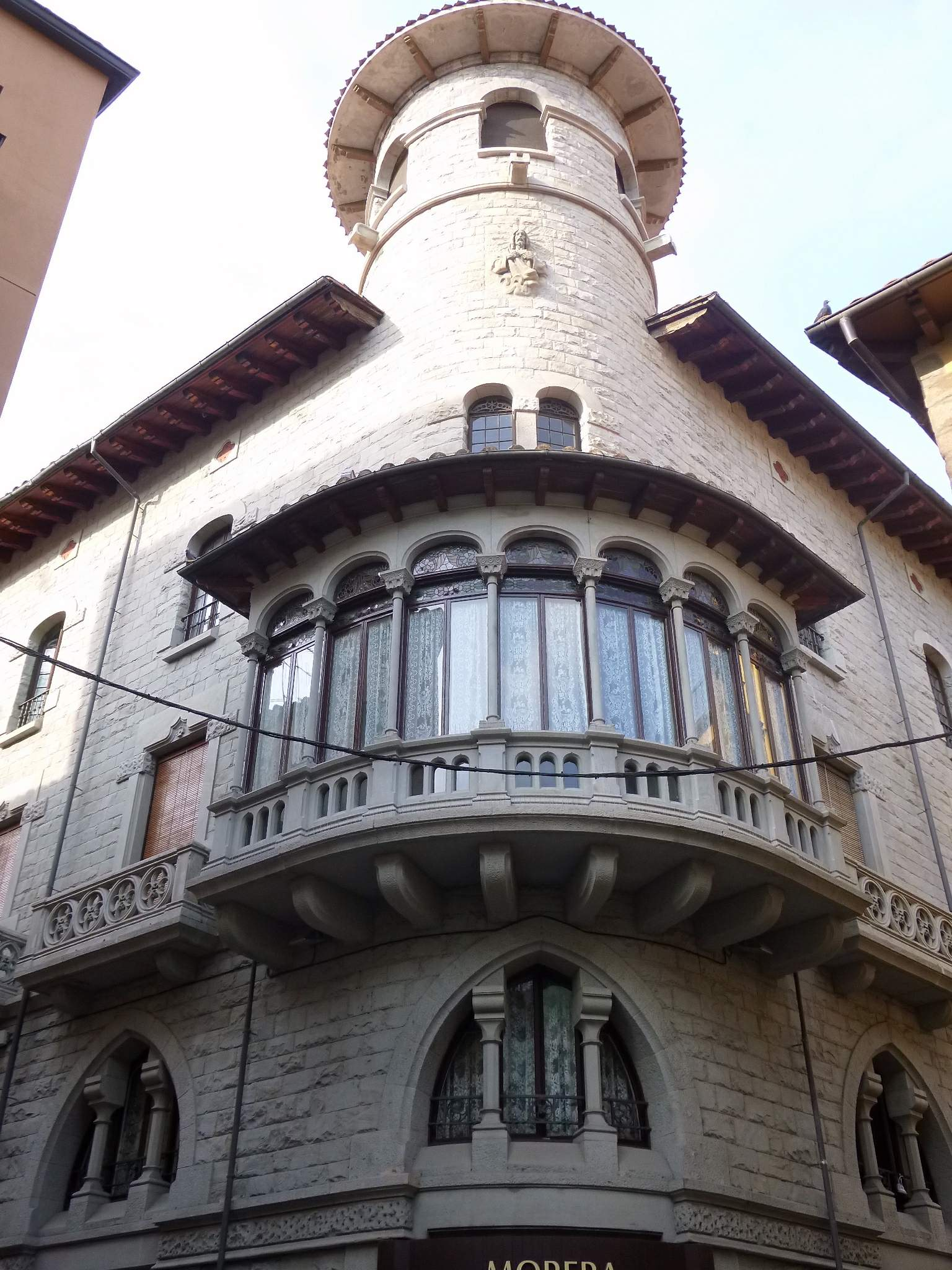
Casa Pujador (Olot)